# Ignaz Rieder
Ignaz Rieder (Großarl, 1º febbraio 1858 – Salisburgo, 8 ottobre 1934) è stato un arcivescovo cattolico austriaco.

## Biografia
Figlio del falegname Anton Rieder e di sua moglie Maria Ammerer, Ignaz Rieder era il terzo di cinque figli.
Iniziò la propria formazione ecclesiastica al collegio Borromäum di Salisburgo per proseguire gli studi teologici all'Università di Salisburgo. Il 17 luglio 1881 venne ordinato sacerdote e nel 1882 divenne insegnante di religione al Borromäum e dal 1887 fu direttore spirituale del seminario di Salisburgo. Nel 1892 ricevette il dottorato in teologia e nel 1895 divenne professore di storia della chiesa a Salisburgo, con incarichi di insegnamento anche per diritto canonico. Rieder venne nominato nel 1911 vescovo ausiliare di Salisburgo e vescovo titolare di Sura ed il 12 agosto 1918 venne prescelto quale arcivescovo di Salisburgo.
Il suo periodo di governo dell'arcidiocesi spaziò tra le due grandi guerre mondiali, un periodo di forte crisi per tutti. Egli si rivolse in particolare ai bambini accogliendo a piene mani le azioni della Caritas, non esitando anche a sacrificare parte del proprio patrimonio personale per assistere gli indigenti e le donne vedove.
Rieder fu un ecclesiastico decisamente più conservatore dei suoi predecessori e anche dopo la caduta della monarchia mantenne ancora stretti legami con la famiglia imperiale. Nel 1923 accolse in città la Congregazione dei Missionari del Preziosissimo Sangue che si occupò ben presto della gestione dell'ospedale cittadino.
Fu uno dei promotori del celebre Festival di Salisburgo per celebrare le glorie musicali della città austriaca e per suo influsso durante la sua reggenza vi parteciparono celebri nomi dei teatri internazionali come Arturo Toscanini.
Morì a Salisburgo l'8 ottobre 1934.

## Genealogia episcopale e successione apostolica
La genealogia episcopale è:
- Cardinale Scipione Rebiba
- Cardinale Giulio Antonio Santori
- Cardinale Girolamo Bernerio, O.P.
- Arcivescovo Galeazzo Sanvitale
- Cardinale Ludovico Ludovisi
- Cardinale Luigi Caetani
- Cardinale Ulderico Carpegna
- Cardinale Paluzzo Paluzzi Altieri degli Albertoni
- Papa Benedetto XIII
- Papa Benedetto XIV
- Papa Clemente XIII
- Cardinale Giovanni Battista Caprara Montecuccoli
- Vescovo Dionys von Rost
- Vescovo Karl Franz von Lodron
- Vescovo Bernhard Galura
- Vescovo Giovanni Nepomuceno de Tschiderer
- Cardinale Friedrich Johann Joseph Cölestin von Schwarzenberg
- Cardinale Maximilian Joseph von Tarnóczy
- Cardinale Johann Evangelist Haller
- Cardinale Johannes Baptist Katschthaler
- Arcivescovo Ignaz Rieder

La successione apostolica è:
- Vescovo Anton Keil (1919)
- Vescovo Johannes Baptist Filzer (1927)